# Nocturne (Harlequin)
Pour les articles homonymes, voir Nocturne.

Logo

La Collection Nocturne est une nouvelle collection des éditions Harlequin qui a pris, en partie, le relais de la collection  Luna en janvier 2010.
La Collection Nocturne a pour thème, presque exclusivement, la fantasy urbaine. Deux nouveaux romans paraissent chaque 1er jour du mois.